# Philodromus histrio
Philodromus histrio es una especie de araña cangrejo del género Philodromus, familia Philodromidae. Fue descrita científicamente por Latreille en 1819.
Las hembras miden 6-7 mm y los machos 5-6 mm.

## Distribución
Esta especie se encuentra en Gran Bretaña.